# Valses
Valses pour piano à quatre mains is een compositie van Christian Sinding. Sinding bundelde een zevental walsen voor vierhandig piano verspreid over een tweetal uitgaven (1-3, 4-7).
De muziek leek achteraf goed te bewerken voor andere instrumentaties. Eyvind Alnæs bewerkte er een aantal naar piano tweehandig. Willy Burmester, de violist, zette nummer 3 om naar de viool/pianobezetting om.
De zeven walsen staan in de toonsoort
1. C majeur
2. a mineur
3. G majeur
4. e mineur
5. Des majeur
6. As majeur
7. Es majeur